# Sibylla Budd
Sibylla Budd (1977 körül –) ausztrál színésznő.
Leginkább a Titkos életünk és a Nyertesek és lúzerek című ausztrál televíziós sorozatokból ismert.

## Élete és pályafutása
1999-ben diplomázott a Viktoriánus Művészeti Főiskolán. A következő évben feltűnt az Ausztrál Rádió- és Televízióállomás Something in the Air című szappanoperájában, Sharon szerepében. 2001-ben főszerepet kapott A bank című ausztrál filmdrámában és A farm című minisorozatban. Szintén ebben az évben szerződtették Gabrielle Kovich szerepére a Titkos életünk drámasorozatba, ami szakmai áttörést jelentett számára.